# Praktykant
Praktykant (ang. The Intern) – amerykański film komediowy z 2015 roku w reżyserii Nancy Meyers. W filmie występują Robert De Niro, Anne Hathaway i Rene Russo, z drugoplanowymi rolami Andersa Holma, Andrew Rannellsa, Adama DeVine'a i Zacka Pearlmana. 
Film został wydany 25 września 2015 przez Warner Bros. Otrzymał mieszane recenzje od krytyków, ale odniósł sukces kasowy, zarobił około 200 milionów dolarów na całym świecie w porównaniu z budżetem produkcyjnym wynoszącym 35 milionów dolarów.

## Fabuła
Siedemdziesięcioletni emeryt i wdowiec, Ben Whittaker, postanawia wrócić do pracy zawodowej. Zostaje stażystą w internetowej firmie związanej z modą, wkraczając do zupełnie obcego sobie świata. Jego szefową jest młoda i ambitna Jules Ostin. Senior postanawia udowodnić, że potrafi odnosić sukcesy.

## Obsada
Źródło:

- Robert De Niro - Ben Whittaker
- Anne Hathaway - Jules Ostin
- Rene Russo - Fiona
- Anders Holm - Matt
- Andrew Rannells - Cameron
- Adam DeVine - Jason
- Zack Pearlman - Davis
- Nat Wolff - Justin
- Linda Lavin - Patty
- Celia Weston - Doris
- Steve Vinovich - Miles
- Molly Bernard - Samantha

## Odbiór

### Box office
Budżet filmu jest szacowany na 35 milionów dolarów. W Stanach Zjednoczonych i w Kanadzie film zarobił 75,7 mln USD. W innych krajach przychody również wyniosły 118,8 mln, a łączny przychód 194,6 mln dolarów.

### Krytyka w mediach
Film spotkał się z mieszaną reakcją krytyków. W serwisie Rotten Tomatoes 60% ze 191 recenzji jest pozytywne, a średnia ocen wyniosła 5,76/10. Na portalu Metacritic średnia ocen z 36 recenzji wyniosła 51 punktów na 100.